# Aliquandostipite crystallinus
Aliquandostipite crystallinus är en svampart som beskrevs av Raja, A. Ferrer & Shearer 2005. Aliquandostipite crystallinus ingår i släktet Aliquandostipite och familjen Aliquandostipitaceae.   Inga underarter finns listade i Catalogue of Life.